# Зниклі безвісти (фільм)
Зниклі безвісти (англ. Missing in Action) — американський бойовик 1984 року режисера Джозефа Зіто.

## Сюжет
Багато часу пройшло з моменту війни у В'єтнамі, але одна з найболючіших проблем американського суспільства зберігається: дві з половиною тисячі американських солдатів числяться зниклими безвісти, сім'ї і близькі нічого не знають про долю цих солдатів і офіцерів. Повзуть чутки, що деякі військовополонені дотепер знаходяться в таборах на території В'єтнаму і містяться там в нелюдських умовах, жорстоко експлуатуються і піддаються катуванням. Уряд приймає рішення прояснити ситуацію та збирає спеціальну комісію, яка повинна буде поїхати до В'єтнаму і провести перевірку. У комісію запрошують полковника Джеймса Бреддока, ветерана війни у В'єтнамі. Джеймс Бреддок сам натерпівся у в'єтнамському полоні, де його з групою інших американських військовослужбовців тримали після закінчення війни. Бреддок проявив тоді неймовірний героїзм, йому вдалося самотужки заволодіти зброєю, захопити табір і організувати втечу своїх товаришів по службі, які благополучно повернулися додому. Саме через цей подвиг Бреддока запросили до комісії, але влада навіть і не підозрює, як саме буде діяти цей делегат на території В'єтнаму.

## У ролях
| Актор              | Роль                          |
| ------------------ | ----------------------------- |
| Чак Норріс         | полковник Джеймс Бреддок      |
| М. Еммет Волш      | Джек Такер                    |
| Девід Тресс        | сенатор Максвелл Портер       |
| Ленор Касдорф      | Енн Фіцджеральд               |
| Джеймс Хонг        | генерал Трау                  |
| Ерні Ортега        | Вінь                          |
| Пьерріно Маскаріно | Жак                           |
| Ерік Андерсон      | Мазучі                        |
| Джо Карберрі       | Картер                        |
| Аві Клайнбергер    | Далтон                        |
| Віллі Вільямс      | Рендал                        |
| Рік Сегрето        | GI                            |
| Белла Флорес       | Мадам Перл                    |
| Джил АРсео         | перший в'єтнамський бізнесмен |
| Роджер Дантес      | другий в'єтнамський бізнесмен |
| Сабатіні Фернандес | Дінь                          |
| Ренато Морадо      | Майк                          |
| Джеймс Крамрайн    | Гібсон                        |
| Джеф Мейсон        | Барнс                         |
| Стівен Барберс     | Мур                           |
| Кім Маррінер       | коментатор новин              |
| Дінна Кроу         | коментатор новин              |
| Джессі Кунета      | вуличний лоточник             |
| Джульетт Лі        | дівчина у барі                |
| Джуні Гамбоа       | бармен                        |
| Августо Вікта      | помічник                      |
| Протасіо Ді        | Янг                           |
| Омар Камар         | викидайло                     |
| Джек Перез         | викидайло                     |
| Річард Бін         | Extra                         |
| Неджіт Джедалі     | Extra                         |
| Руді Неш           | Extra                         |
| Жан-Клод Ван Дамм  | водій                         |

## Саундтрек
| Список треків | Список треків                       | Список треків |
| #             | Назва                               | Тривалість    |
| ------------- | ----------------------------------- | ------------- |
| 1.            | «Main Title»                        | 2:09          |
| 2.            | «Jungle Battle And POW Flashback»   | 5:30          |
| 3.            | «Braddock's Enemy»                  | 1:46          |
| 4.            | «Courtroom»                         | 4:03          |
| 5.            | «Goons Follow Braddock»             | 1:06          |
| 6.            | «Hotel Escape»                      | 15:05         |
| 7.            | «The Cab»                           | 1:49          |
| 8.            | «Tuck & Braddock»                   | 2:23          |
| 9.            | «Making The Deal»                   | 1:35          |
| 10.           | «Closet Attack»                     | 1:10          |
| 11.           | «Woman With Child»                  | 0:29          |
| 12.           | «Fight On The Boat»                 | 3:04          |
| 13.           | «Crossing To Nam»                   | 2:23          |
| 14.           | «Jungle Fight And POW Camp»         | 8:20          |
| 15.           | «Camp At Night»                     | 4:19          |
| 16.           | «Camp Explodes And POWs Have Moved» | 3:12          |
| 17.           | «Slow Motion Kill»                  | 4:46          |
| 18.           | «Boat Escape»                       | 5:37          |
| 19.           | «Saigon And End Credits»            | 4:16          |